# Arkady Migdal
Arkady Beynusovich (Benediktovich) Migdal (em russo:  Арка́дий Бе́йнусович (Бенеди́ктович) Мигда́л; Lida, Império Russo, 11 de março de 1911 – Princeton, Estados Unidos, 9 de fevereiro de 1991) foi um físico soviético, membro da Academia de Ciências da Rússia. Desenvolveu a fórmula que considera o efeito de Landau–Pomeranchuk–Migdal, uma redução da Bremsstrahlung e produção de par em seções de choque em altas energias ou alta densidades de matéria.
Seu filho Alexander Arkadyevich Migdal é também um físico.

## Obras
- Arkadiĭ Beĭnusovich Migdal; Vladimir Pavlovich Kraĭnov (1968). Approximation methods of quantum mechanics. translation from Russian by Irene Verona Schensted. [S.l.]: NEO Press
- Migdal, A.B. (1977). Qualitative methods in quantum theory. [S.l.: s.n.] ISBN 0-8053-7064-1